# المستشفى الأهلي العربي (غزة)
المستشفى الأهلي العربي في غزة أو المستشفى المعمداني في غزة هو أحد المستشفيات العاملة في مدينة غزة. يقع مقره في حي الزيتون جنوب المدينة وتُديره الكنيسة الأسقفية الأنجليكانية في القدس ويُعد من أقدم مستشفيات المدينة حيث تأسس عام 1882.

## الخدمات
يُقدم المستشفى الذي يضم حوالي 80 سريرًا خدماته من خلال الأقسام الطبية التالية: الطوارئ، والجراحة العامة وجراحة العظام، والعمليات، والولادة، والحروق، والعيادات الخارجية، والتصوير الإشعاعي للثدي، والصيدلية، والمختبر، والعلاج الطبيعي والأشعة.
يتألف المستشفى من مبنيين، الأول تراثي قديم، والأخير شُيد عام 2018 لتقديم خدمات تشخيصية مساندة.

## التاريخ
يعمل المستشفى منذ عام 1882، وقد تأسس بواسطة جمعية رسالة الكنيسة التابعة لكنيسة إنجلترا.
خلال الحرب العالمية الأولى تعرض المستشفى للتدمير والسرقة والنهب. لاحقًا أُعيد بناؤه وتسميته إلى المستشفى الأهلي العربي عام 1919. لاحقًا أدار المستشفى بين عامي 1954 و1982 البعثة الطبية التابعة لكنيسة المذهب المعمداني الجنوبي. خلال الإدارة المصرية لقطاع غزة، ألغت قانون الوقف الأهلي في غزة؛ مما عرض المستشفى وممتلكاته وأراضيه لخلاف على الملكية.
عام 1976، أوقفت الأونروا المساعدات عن المستشفى ما أدى إلى تراجع عمله وتقلص عدد موظفيه. ومع نهاية عقد 1970 وبداية 1980، تولى إدارة المستشفى الكنيسة الأسقفية الأنجليكانية في القدس.
تمول الجمعية المتحدة الفلسطينية بالولايات المتحدة المستشفى، حيث قدم خدماته واستقبل المرضى والإصابات ابتداءً من الانتفاضة الفلسطينية الأولى عام 1987 ولا تزال.

### 2023
خلال معركة طوفان الأقصى عام 2023، وفي مساء يوم الثلاثاء الموافق 17 أكتوبر 2023، أغارَ سلاح الجوّ الإسرائيلي على ساحات المستشفى التي تضم آلاف النازحين جراء الحرب على قطاع غزة؛ مما أدى إلى قتل أكثر من 500 فلسطيني وإصابة أكثر من 600 آخرين في حصيلة أولية لوزارة الصحة الفلسطينية.
وفي 6 ديسمبر 2023، قال المتحدث باسم وزارة الصحة في غزة إن المستشفى فقد قدراته أمام الأعداد الكبيرة للإصابات، موضحاً أن الجرحى "ينزفون حتى الموت".

### 2025
في 13 أبريل، استهدفت الطيران الإسرائيلي بصاروخين مبنى الطوارئ في المستشفى، ما أدى لتدمير المبنى بالكامل وخروج المستشفى عن الخدمة.

### ردود الأفعال
السعودية
في 17 أكتوبر 2023، قالت وزارة الخارجية السعودية، إن المملكة "تدين بأشد العبارات الجريمة الشنيعة التي ارتكبتها قوات الاحتلال الإسرائيلي بقصفها مستشفى الأهلي المعمداني، والذي أدى لوفاة المئات من المدنيين".
مصر
في 18 أكتوبر 2023، دان الرئيس المصري عبدالفتاح السيسي بأشد العبارات القصف الذي طال مستشفى الأهلي العربي، واصفا إياه بأنه انتهاك صريح للقانون الدولي ومقررات الشرعية الدولية والإنسانية.
الأردن
قال العاهل الأردني الملك عبد الله الثاني إن "مجزرة مستشفى المعمداني جريمة حرب نكراء لا يمكن السكوت عنها"، في حين أعلنت الحكومة الأردنية الحداد لمدته 3 أيام على ضحايا الهجوم.
فلسطين
قال الرئيس الفلسطيني محمود عباس: "إنها جريمة لا تغتفر وبذلك تكون حكومة الاحتلال قد تخطت كل الخطوط الحمراء ولن نسمح لها بالإفلات من المحاسبة والعقاب".